# Municipio de Valley (condado de Barnes)
El municipio de Valley (en inglés: Valley Township) es un municipio ubicado en el condado de Barnes en el estado estadounidense de Dakota del Norte. En el año 2010 tenía una población de 536 habitantes y una densidad poblacional de 6,33 personas por km².

## Geografía
El municipio de Valley se encuentra ubicado en las coordenadas 46°57′24″N 97°57′36″O / 46.95667, -97.96000. Según la Oficina del Censo de los Estados Unidos, el municipio tiene una superficie total de 84.65 km², de la cual 84,56 km² corresponden a tierra firme y (0,11 %) 0,09 km² es agua.

## Demografía
Según el censo de 2010, había 536 personas residiendo en el municipio de Valley. La densidad de población era de 6,33 hab./km². De los 536 habitantes, el municipio de Valley estaba compuesto por el 98,51 % blancos, el 0,19 % eran afroamericanos, el 0,75 % eran amerindios y el 0,56 % eran de una mezcla de razas. Del total de la población el 0 % eran hispanos o latinos de cualquier raza.